# Пігарьов Олександр Сергійович
Олександр Сергійович Пігарьов ( (28 вересня 1959 , Саратовська область ) - художник- монументаліст, реставратор та іконописець, педагог. Зробив вагомий внесок у розвиток академічного малюнка та справу створення, відтворення та реставрації пам'яток історії та релігії Криму та України.

## Біографія
Народився 28 вересня 1959 року в Саратовській області, батько Пігаров Сергій Петрович, мати Пігарьова Клавдія Іллівна.
1974-1978 - Саратовське художнє училище імені А. П. Боголюбова
1984-1990 - Ленінградський інститут живопису, скульптури та архітектури ім. Рєпіна монументальна майстерня академіка А. А. Мильникова факультет живопису, дипломна робота "Мій край", оцінка відмінно Педагоги: Мильников А.А., Корольов А.Л., Соколов А.К., Песиков В.С., Рєпін С.М., Уралов І.Г.
1996-2004 - Викладач Кримського художнього училища ім. Н.С. Самокиша.
2004-2022 - Укрреставрація. Головний іконописець Державного музею-заповідника "Києво-Печерська лавра" Київ. Україна
Заслужений реставратор України Член Спілки художників України. Учасник Першого міжнародного бієнале акварелі «Neues Aquarell», Кунстштаціон, Фульда. Німеччина. Стипендіат Кунстштаціон Місто Фульда, Німеччина. Учасник у Трієналі Графіки України.

## Творча діяльність

### Персональні виставки
- 2008 - Кунстштаціон. ( KUNSTSTATION KLEINSASSEN ) район Фульда, Німеччина .
- 2003 - "Hay Hill Gallery" Лондон, Великобританія .

монументальні роботи, іконопис, реставрація та відтворення .
- 2011 — Розпис „Таємниця вечері“ церква Петра та Павла Київ
- 2004-2005 - створення розписів Церкви Різдва Христового на Поштовій площі, Київ, Україна
- 2003 - Відтворення вівтарного розпису "Таємна вечеря" Собору Святого Володимира в Херсонесі
- 2004 - створення розписів "Покрова Богородиці" і Преображення Христового" Церкви Воскресіння Христового у Форосі
- 2001-2004 - відтворення живопису Собору Святого Володимира в Херсонесі
- 1996 - Створення першої канонічної ікони Святителя Луки Воїно-Ясенецького[3] та 20 малих ікон з мощевиками. Знаходиться у Петропавлівському кафедральному соборі Сімферополя[3].
- 1992 - виконання розпису вівтарної частини церкви Різдва Христового (с. Різдвяне, Росія).
- 1990 - виконання монументального об'єкту "Зимовий сад" м. Сімферополь . Музична школа №2 Техніка: Сграффіто, різьблення.
- 1988 - Виконання копій фресок Лужецького монастиря. Можайськ. Московська обл. Росія.

виставки
- 2013 - виставка "Кримська школа живопису XX-XXI століття" галерея "Art садиба" м. Київ Ялта
- 2009 - Різдвяна виставка "По небу опівночі Ангел летів". Сімферопольський художній музей.
- 2006 - Виставка Hay Hill Gallery Лондон 23.07. - 31.08. Великобританія
- 2004 - Виставка «АртПорт», спілка художників Блекінге, Швеція .
- 2003 - Виставка "Kunst der Halbinsel Krim", Німеччина
- 2001 - Виставка в галереї КЕП, Сімферополь.
- 1999 - виставка у Кримському етнографічному музеї, Сімферополь. 1996 - виставка "Kleine Bilder - ganz gross". Хайдельберг, Німеччина.
- Роботи експонувалися у галереї «Calumet», Хайдельберг, Німеччина;
- Роботи експонувалися в галереї «Graf», Хайдельберг, Німеччина ;
- Роботи експонувалися в галереї HGLautner, Майнц, Німеччина.
- Роботи експонувалися в галереї Galerie Pictor, Майнц, Німеччина.
- 1992 - Всеукраїнська Осіння виставка м. Київ.
- Виставка у галереї «Mostre Sigismondo» Ріміні, Італія .
- 1988 - виставка копій фресок Лужецького монастиря р. Можайськ, Московська область. Участь у виставці Санкт-Петербурзької Академії мистецтв у Нью-Йорку Soviet Art from the Academy: Drawings and paintings by outstanding young artists from the IE Repin Institute, Leningrad, historic art academy of the Soviet Union. (C.1)

## Музеї та культові споруди в яких знаходяться твори А. С. Пігарьова
- Музейний фонд "Дракон" Держави Тайвань, колекція Російське мистецтво.
- Сімферопольський художній музей, Україна.
- Музей Кунстштаціон[4] Місто Фульда, Німеччина.
- Музей Академії мистецтв. Санкт-Петербург. Росія
- Петропавлівський собор Сімферополя
- Собор Святого Володимира в Херсонесі,
- Церква Різдва Христового на Поштовій площі, Київ, Україна
- Церква Воскресіння Христового у Форосі. Крим.
- Церква Петра та Павла м.Київ
- Державний музей-заповідник Києво-Печерська лавра Україна